# Scena di sacrificio
La Scena di sacrificio è un dipinto tempera su tela di Pontormo, realizzato intorno al 1520 e conservato all'interno del Museo nazionale di Capodimonte, a Napoli.

## Storia e descrizione
L'opera è stata realizzata intorno al 1520 ed è stata attribuita al Pontormo in base allo stile utilizzato: dipinta con tecnica a grisaille utilizzando una tempera grassa su tela, è stata successivamente montata su una tavola, probabilmente perché in origine faceva parte di un apparato mobile. Descritta per la prima volta negli inventari farnesiani nel 1644, venne trasferita a Napoli con il resto della collezione alla fine del XVIII secolo e successivamente esposta nella sala 10 del Museo di Capodimonte.
Stilisticamente la pittura è una sorta di esasperazione dei canoni tipici del manierismo italiano: raffigura una scena di sacrificio probabilmente in onore di Cosimo de' Medici. Al centro, su di una pira, sono collocati i due animali da sacrificare, ossia un ariete e una pantera: sulla pira inoltre è incisa la scritta "Tibi soli deo" che può essere interpretata o come "A te unico Dio" oppure "A te Dio Sole". Ai lati della scena del sacrificio due gruppi di persone in uno spazio angusto, alcuni dei quali, come il gruppo di anziani sull'estrema destra, rappresentati con volti caricaturali, ad ispirazione delle stampe nordiche, in particolare di Albrecht Dürer, e sulla sinistra un gruppo di donne disegnate su ispirazione dei bassorilievi ellenisti e di Michelangelo Buonarroti. Il personaggio sulla destra vestito di nero potrebbe raffigurare Cosimo de' Medici, mentre la donna sulla sinistra con il capo coperto, che guarda verso gli spettatori, potrebbe essere Maria Salviati, madre di Cosimo.